# Lehmannia islandica
Lehmannia islandica is een slakkensoort uit de familie van de Limacidae. De wetenschappelijke naam van de soort is voor het eerst geldig gepubliceerd in 1966 door Forcart.